# ماهواره زمین‌همگام

ماهواره‌ها در مدار زمین‌ثابت

ماهواره زمین‌همگام یا ماهواره زمین‌آهنگ (انگلیسی: Geosynchronous satellite) یا به اصطلاح ژئو یا ماهواره‌های ۲۴ ساعته ماهواره‌ای است که در مدار زمین‌همگام قرار دارد و دوره مداری آن با دوره گردش زمین یکسان است. این‌گونه ماهواره‌ها پس از هر زمان نجومی به موقعیت خود در آسمان باز می‌گردد. ماهواره زمین‌ثابت نمونه‌ای خاص از ماهواره‌های زمین‌آهنگ است که دارای مدار زمین‌ایستا (مدار زمین‌همگام دایره‌ای بالای استوا) است. مدار بیضوی توندرا نوع دیگری از مدار زمین‌همگام است که توسط ماهواره‌ها مورد استفاده قرار می‌گیرد.
مزیت ماهواره‌های زمین‌همگام این است که نسبت به یک نقطه خاص بر روی زمین و نیز نسبت به ایستگاه‌های زمینی همیشه در یک محدوده از آسمان باقی می‌مانند. ویژگی مشخص ماهواره‌های زمین‌ایستا این است که همیشه در یک نقطه خاص در آسمان باقی می‌مانند، بدین معنی که گیرنده‌های زمینی این ماهواره‌ها نیاز به جابه‌جایی نداشته و می‌توانند در یک جهت ثابت باشند. ماهواره‌های زمین‌همگام اغلب برای اهداف مخابراتی به‌کار می‌روند. شبکه زمین‌همگام به شبکه‌ای مخابراتی گفته می‌شود که از مجموعه ماهواره‌های زمین‌همگام ساخته شده است.

## کاربردها
حدود ۶۰۰ ماهواره زمین‌همگام وجود دارد که برخی از آن‌ها فعال نیستند.
به‌نظر می‌رسد که ماهواره‌های زمین‌ایستا در یک نقطه بر فراز استوا ثابت شده‌اند. آنتن زمینی این ماهواره‌ها نیز در یک نقطه و جهت ثابت قرار دارند و نیازی به جابه‌جایی آن‌ها نیست. این ماهواره‌ها باعث انقلابی در مخابرات جهانی، پخش تلویزیونی و پیش‌بینی وضع هوا شده‌اند و کاربردهای مهمی در امور نظامی و اطلاعاتی دارند.
همچنین برخی از ماهواره‌های اینترنتی در این مدار هستند.
یکی از معایب ماهواره‌های زمین‌ایستا تأخیر زمان رفت و برگشت سیگنال‌های موج‌های رادیویی به میزان ۰/۲۵ ثانیه است که به‌دلیل ارتفاع زیاد ماهواره پدید می‌آید و باعث بروز مقدار ناچیز ولی مهم نهفتگی می‌شود. عیب دیگر این ماهواره‌ها پوشش جغرافیایی ناقص آن‌هاست که دریافت سیگنال‌های ماهواره در ایستگاه‌های زمینی واقع در بالاتر از ۶۰ درجه عرض جغرافیایی و ارتفاع کم را با مشکل مواجه می‌کند.